# Brian W. Aldiss
Brian Wilson Aldiss (East Dereham, 1925. augusztus 18. – Oxford, 2017. augusztus 19.) angol író, sci-fi-író, a H. G. Wells Society alelnöke.
A második világháború után kezdett novellákat írni, első könyve (The Brightfount Diaries) 1955-ben jelent meg. 1958-ban a World Science Fiction Convention-on a legígéretesebb új szerző díját kapta, 1960-ban a British Science Fiction Association elnökévé választotta. A hatvanas években az Oxford Mail irodalmi szerkesztője volt. 1964 körül Harry Harrisonnal elindították az első SF-kritikával foglalkozó folyóiratot, a Science Fiction Horizons-t. Számos SF antológia szerkesztője volt. 2005-ben II. Erzsébet brit királynőtől megkapta A Brit Birodalom Rendje tiszti fokozatát (OBE).

## Élete, munkássága
Aldiss édesapja egy áruházat vezetett, amit még a nagyapa alapított, és a család a bolt felett lakott. Hatéves korában Briant a devoni West Buckland Schoolba küldték tanulni. 1943-ban csatlakozott a Royal Signals ezredhez, és Burmában került bevetésre. Ekkor láthatott olyan trópusi esőerdőket, amelyek később a részben inspirálhatták a Hothouse című regényének megírását, illetve hadseregbéli tapasztalatai inspirálhatták a Horatio Stubbs saga második és harmadik kötetét.
A második világháború után könyvkereskedőként dolgozott Oxfordban. Amellett, hogy számos tudományos-fantasztikus elbeszélést írt különböző magazinok számára, rendszeresen megjelentek történetei a könyvkiadók magazinjában is egy képzeletbeli könyvesbolt életéről, és ezek a rövid elbeszélések hívták fel Charles Monteith figyelmét az írásaira, aki a brit Faber and Faber kiadó szerkesztője volt akkoriban. Ennek eredményeképpen jelenhetett meg első könyve, a The Brightfount Diaries című regény 1955-ben, amely egy könyvesboltban dolgozó eladó képzeletbeli naplója.
1955-ben az Observer kiírt egy pályázatot egy olyan elbeszélés megírására, ami 2500-ban játszódik, és amit Aldiss megnyert a Not For An Age (magyar fordításban: Minden időké ő...) című történetével. A The Brightfount Diaries is elért bizonyos sikereket, ezért a Faber megkérdezte Aldisst, hogy van-e még olyan írása, aminek a megjelentetéséről szó lehetne. Aldiss ekkor már sci-fi-írónak vallotta magát, a kiadó legnagyobb örömére, tekintettel arra, hogy már számos sci-fi rajongójuk volt, és így megjelenhetett Aldiss első tudományos-fantasztikus könyve, a Space, Time and Nathaniel című novelláskötet. Erre az időre már az írásból származó keresete elérte azt a szintet, amit a könyvkereskedésben keresett korábban, ezért úgy döntött, hogy főállású író lesz.
1958-ban a World Science Fiction Convention megszavaszta Aldisst „A legígéretesebb új szerzőnek”, majd 1960-ban megválasztották a British Science Fiction Association elnökének. Az 1960-as években ő volt az Oxford Mail című folyóirat irodalmi szerkesztője. 1964 körül Aldiss és a vele sokáig együtt dolgozó Harry Harrison Science Fiction Horizons címmel elindították a legelső folyóiratot, amely tudományos-fantasztikus művek kritikáit jelentette meg. Ez a magazin rövid fennállása alatt olyan szerzők cikkeit és kritikáit közölte, mint például James Blish, valamint az első szám közölt egy Aldiss, C. S. Lewis, valamint Kingsley Amis közötti beszélgetést, illetve a második szám közölt egy interjút William S. Burroughs-val.
Saját írásai mellett különösen sikeres volt antológiaszerkesztőként is. A Faber számára ő szerkesztette az Introducing SF novellagyűjteményt, és a Best Fantasy Stories antológiát. 1961-ben újraközölt sci-fi történetekből készített antológiát a Penguin Books nevű brit kiadó számára Penguin Science Fiction címmel. Ez olyan sikeres volt, hogy több újranyomást is megélt, és további két antológia követte More Penguin Science Fiction (1963) és Yet More Penguin Science Fiction (1964) címmel. Ezek is hasonlóan sikeresek voltak, mint az első kötet, és a három kötet megjelent egy kiadásban is The Penguin Science Fiction Omnibus (1973) címmel. Az 1970-es években is számos gyűjteményes kötetet jelentett meg Space Opera (1974), Space Odysseys (1975), Galactic Empires (1976), Evil Earths (1976), valamint Perilous Planets (1978) címeken, amelyek mind igen sikeresnek számítottak. Ekkortájt szerkesztette a Science Fiction Art (1975) című válogatást is sci-fi magazinokban és képregényekben megjelent képekből.
Az 1960-as és 70-es években űrszondák segítségével végzett kutatások eredményeképpen kimutatták, hogy a Vénusz nagy valószínűséggel egyáltalán nem olyan forró, trópusi dzsungel, mint amilyennek a korábbi tudományos-fantasztikus történetek elképzelték, ezért erre válaszul Aldiss és Harry Harrison szerkesztésében elkészült a Farewell, Fantastic Venus! című antológia, amiben még egyszer összegyűjtötték a Vénusz megismerése előtt született történeteket. Aldiss és Harrison szerkesztette a The Year's Best Science Fiction (1968-1976?) című antológiasorozatot is.
1982-ben jelent meg a Helliconia-regénytrilógia első kötete, a Helliconia tavasz, ezt 1983-ban követte a Helliconia nyár, majd 1985-ben a Helliconia tél. A trilógiában egy Földszerű bolygó, a Helliconia megfigyelését végzik a távoli jövőben egy Avernus nevű óriási űrállomásról; a bolygó egy kettős csillagrendszer körül kering a Földnél jóval lassabban, ezért az évszakok is földi évszázadokig tartanak, ez idő alatt a bolygón is jelentős társadalmi változások mennek végbe, de az állomás személyzetén keresztül az akkor elképzelt földi emberek is bemutatásra kerülnek.
2005. június 11-én a Brit Birodalom Érdemrendje tiszti fokozatával tüntette ki II. Erzsébet az irodalom területén végzett munkásságáért.
2008. július 1-én a University of Liverpool tiszteletbeli doktorává avatta az irodalom területén végzett munkásságának elismeréseként.

## Művei
Az alábbi listában az angol nyelvű első kiadásokat, illetve az egyes fordításváltozatok első magyar nyelvű megjelenéseit közöljük.

### Regények
| Eredeti cím                           | Megjelenési adatok                          | Magyar fordítás             | Megjelenési adatok                                                                  |
| ------------------------------------- | ------------------------------------------- | --------------------------- | ----------------------------------------------------------------------------------- |
| The Brightfount Diaries               | Faber and Faber, 1955                       |                             |                                                                                     |
| Non-Stop                              | Faber and Faber, 1958                       | Amíg világ a világ          | ford. Apostol András, Táncsics Kiadó, 1970                                          |
| Bow Down to Nul                       | Ace Double, 1960                            |                             |                                                                                     |
| The Primal Urge                       | Ballantine, 1961                            |                             |                                                                                     |
| Hothouse                              | Faber and Faber, 1962                       | Földburok                   | ford. Nemes Ernő, Zrínyi Nyomda, 1990                                               |
| Greybeard                             | Faber and Faber, 1964                       | Szürkeszakáll               | ford. Apostol András, Kozmosz Fantasztikus Könyvek, Kozmosz Könyvek, Budapest, 1970 |
| The Dark Light Years                  | Faber and Faber, 1964                       |                             |                                                                                     |
| Earthworks                            | Faber and Faber, 1965                       |                             |                                                                                     |
| An Age                                | Faber and Faber, 1967                       |                             |                                                                                     |
| Report on Probability A               | Gold Star Publications, Ltd., 1967. március |                             |                                                                                     |
| Barefoot in the Head                  | Faber and Faber, 1969. október              |                             |                                                                                     |
| Frankenstein Unbound                  | Jonathan Cape, 1973                         | Az elszabadult Frankenstein | ford. Füssi-Nagy Géza, Móra Ferenc Ifjúsági Könyvkiadó, Budapest, 1995              |
| The Eighty-Minute Hour: A Space Opera | Doubleday, 1974. január                     |                             |                                                                                     |
| The Malacia Tapestry                  | Jonathan Cape, 1976. július                 |                             |                                                                                     |
| Brothers of the Head                  | Pierrot Publishing, 1977. november          |                             |                                                                                     |
| Enemies of the System                 | Jonathan Cape, 1978                         | A rendszer ellenségei       | ford. F. Nagy Piroska, Móra Ferenc Ifjúsági Könyvkiadó, Budapest, 1993              |
| Moreau's Other Island                 | Jonathan Cape, 1980. augusztus              |                             |                                                                                     |
| Helliconia Spring                     | Triad Books, 1982                           | Helliconia tavasz           | ford. Németh Attila, Tájfun Kiadó, 1992                                             |
| Helliconia Summer                     | Triad Books, 1983                           | „Helliconia nyár”           | (magyarul nem jelent meg)                                                           |
| Helliconia Winter                     | Triad Books, 1985                           | „Helliconia tél”            | (magyarul nem jelent meg)                                                           |
| Dracula Unbound                       | HarperCollins, 1991. március                |                             |                                                                                     |
| White Mars                            | Little, Brown UK, 1999. november            |                             |                                                                                     |
| Super-State                           | Orbit, 2002                                 | Szuperállam                 | Galaktika Fantasztikus Könyvek, 2013                                                |
| Sanity and the Lady                   | PS Publishing, 2005. augusztus              |                             |                                                                                     |
| Jocasta                               | Rose Press International, 2006. január      |                             |                                                                                     |
| HARM                                  | Del Rey / Ballantine, 2007. június          |                             |                                                                                     |

### Elbeszélések
| Eredeti cím           | Megjelenési adatok                         | Magyar fordítás       | Megjelenési adatok                                                   |
| --------------------- | ------------------------------------------ | --------------------- | -------------------------------------------------------------------- |
| Not for an Age        | The London Observer, 1955. január 9.       | Minden időké ő...     | ford. Damokos Katalin, Galaktika 60, Budapest, Kozmosz Könyvek, 1985 |
| Our Kind of Knowledge | New Worlds, 1955. június                   | A mi tudásunk         | ford. Damokos Katalin, Galaktika 60, Budapest, Kozmosz Könyvek, 1985 |
| Panel Game            | New Worlds, 1955. december                 | Vetélkedő             | ford. Damokos Katalin, Galaktika 60, Budapest, Kozmosz Könyvek, 1985 |
| Psyclops              | New Worlds, 1956. július                   | Kék félláb            | ford. Damokos Katalin, Galaktika 60, Budapest, Kozmosz Könyvek, 1985 |
| T                     | Nebula Science Fiction, 1956. november     | T                     | ford. Damokos Katalin, Galaktika 60, Budapest, Kozmosz Könyvek, 1985 |
| Out of Reach          | Authentic Science Fiction, 1957. augusztus | Jaj a tigrisnek       | ford. Damokos Katalin, Galaktika 60, Budapest, Kozmosz Könyvek, 1985 |
| Supercity             | Faber and Faber, 1957                      | Urbanisztika          | ford. Damokos Katalin, Galaktika 60, Budapest, Kozmosz Könyvek, 1985 |
| Visiting Amoeba       | Authentic Science Fiction, 1957. július    | Mondjátok el nekik    | ford. Damokos Katalin, Galaktika 60, Budapest, Kozmosz Könyvek, 1985 |
| All the World's Tears | Nebula Science Fiction, 1957. május        | A világ minden könnye | ford. Damokos Katalin, Galaktika 60, Budapest, Kozmosz Könyvek, 1985 |
| Gene-Hive             | Nebula Science Fiction, 1958. május        | A géngólem            | ford. Damokos Katalin, Galaktika 60, Budapest, Kozmosz Könyvek, 1985 |
| The Underprivileged   | New Worlds Science Fiction, 1963. május    | A vér szava           | ford. Damokos Katalin, Galaktika 60, Budapest, Kozmosz Könyvek, 1985 |
| In the Arena          | If, Galaxy Publishing Corp, 1963. július   | Az arénában           | ford. Damokos Katalin, Galaktika 60, Budapest, Kozmosz Könyvek, 1985 |

## Magyarul
- Amíg világ a világ. Fantasztikus regény; ford. Apostol András; Táncsics, Bp., 1970
- Szürkeszakáll. Tudományos fantasztikus regény; ford., életrajz Apostol András, utószó Gánti Tibor; Kozmosz Könyvek, Bp., 1970 (Kozmosz fantasztikus könyvek)
- Kaland a végeken. Fantasztikus elbeszélések. 1973; Brian W. Aldiss et al. művei, ford. Apostol András, Vámosi Pál; Táncsics, Bp., 1973
- Földburok; ford. Nemes Ernő; Zrínyi Ny., Bp., 1990 (Griff könyvek)
- Helliconia: tavasz; ford. Németh Attila; Tájfun, Bp., 1992
- A Rendszer ellenségei. Történet a homo uniformisról; ford. F. Nagy Piroska; Móra, Bp., 1993
- Neanderbolygó; ford. Nemes Ernő; Marsyas Országos Sci-fi Egyesület, Bp., 1994 (Marsyas regénytár)
- Brian W. Aldiss–David Wingrowe: Trillió éves dáridó. A science fiction története, 1-2.; ford. Nemes Ernő; Cédrus–Szukits, Bp.–Szeged, 1994–1995
- Az elszabadult Frankenstein; ford. Füssi-Nagy Géza; Móra, Bp., 1995
- Szuperállam; ford. J. Magyar Nelly; Metropolis Media, Bp., 2013 (Galaktika fantasztikus könyvek)